# Theobald Kopp

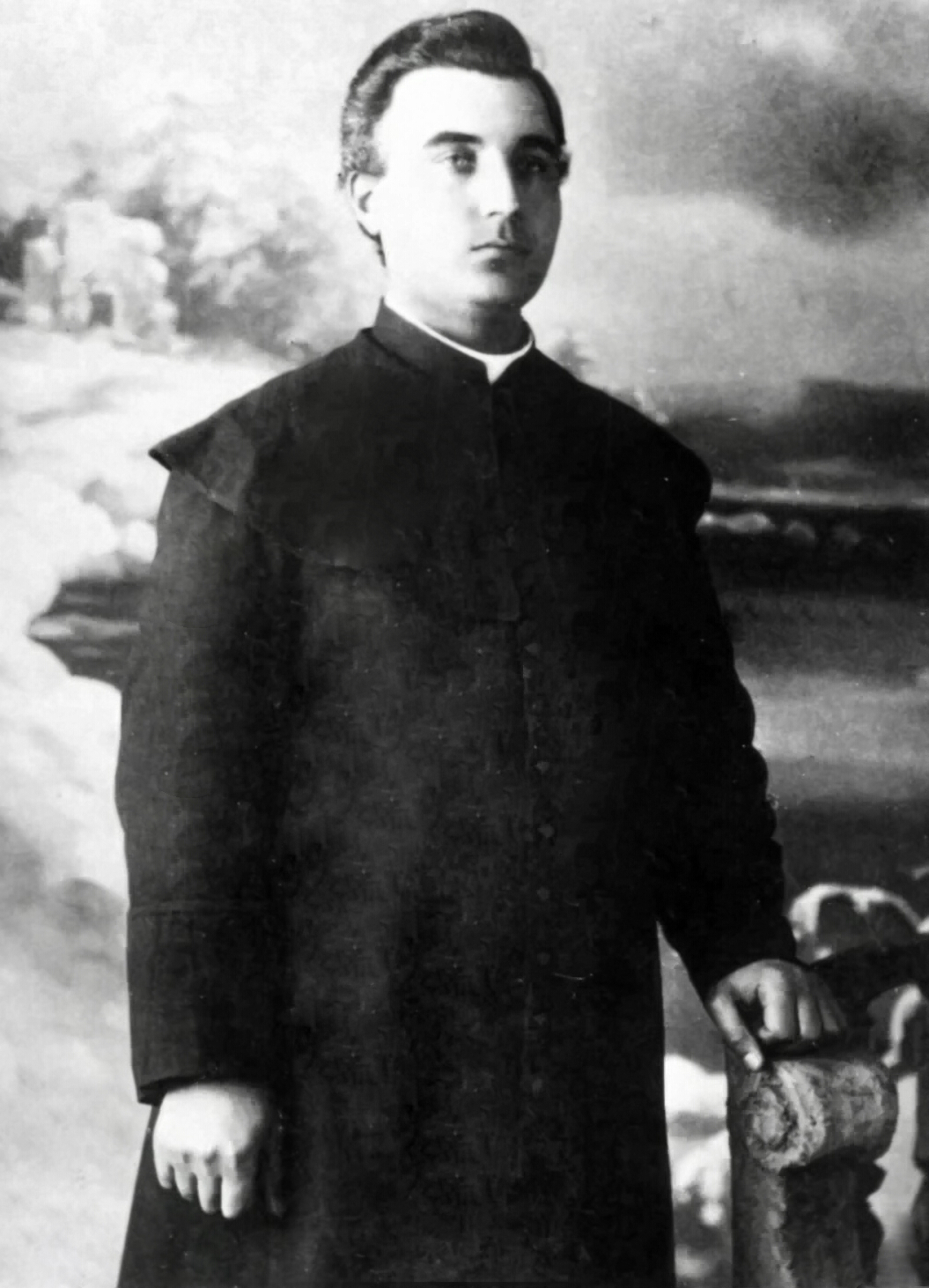
Theobald Kopp, 1940

Theobald Kopp (* 6. September 1892 in Krasna, Bessarabien; † 20. Januar 1943 in Magadan, Sibirien) war ein römisch-katholischer Diözesanpriester des Bistums Tiraspol aus der deutschen Minderheit in Bessarabien.
Kopp kam im von Bessarabiendeutschen bewohnten Dorf Krasna im Budschak zur Welt. Nach dem Theologiestudium empfing Theobald Kopp 1916 die Priesterweihe. Danach war er ab 1917 Kaplan in Karlsruhe bei Odessa und ab 1924 in Katharinental am Beresan. 1928 erhielt er als Kurat die Pfarrei Straßburg bei Odessa.
Im Zuge der stalinistischen Repression kam es zu massiven Verfolgungen katholischer Priester. Ab Anfang Juni 1935 wurde auch Theobald Kopp zu täglichen Verhören einbestellt. Am 7. Juni wurde er mit dem Vorwurf, Briefverkehr mit dem Ausland zu haben, verhaftet, am 10. Juni in das Untersuchungsgefängnis Odessa eingeliefert, und schließlich nach Magadan deportiert, wo er im dortigen Gulag verstarb.
Als Glaubenszeuge wurde er in das deutsche Martyrologium des 20. Jahrhunderts aufgenommen.

## Gedenken
Die Römisch-katholische Kirche in Deutschland nahm Pfarrer Theobald Kopp als Märtyrer in das deutsche Martyrologium des 20. Jahrhunderts auf.